# Норт-Бруксвілл (Флорида)
Норт-Бруксвілл (англ. North Brooksville) — переписна місцевість (CDP) в США, в окрузі Ернандо штату Флорида. Населення — 3506 осіб (2020).

## Географія
Норт-Бруксвілл розташований за координатами 28°34′39″ пн. ш. 82°19′55″ зх. д. / 28.57750° пн. ш. 82.33194° зх. д. (28.577393, -82.331867).  За даними Бюро перепису населення США в 2010 році переписна місцевість мала площу 17,07 км², з яких 17,02 км² — суходіл та 0,05 км² — водойми.

## Демографія
Згідно з переписом 2010 року, у переписній місцевості мешкали 3544 особи в 1394 домогосподарствах у складі 916 родин. Густота населення становила 208 осіб/км².  Було 1635 помешкань (96/км²).
Расовий склад населення:
| - 91,1 % — білих - 6,2 % — чорних або афроамериканців - 0,4 % — корінних американців - 0,4 % — азіатів |

До двох чи більше рас належало 1,4 %. Частка іспаномовних становила 4,7 % від усіх жителів.
За віковим діапазоном населення розподілялося таким чином: 21,0 % — особи молодші 18 років, 59,9 % — особи у віці 18—64 років, 19,1 % — особи у віці 65 років та старші. Медіана віку мешканця становила 45,0 року. На 100 осіб жіночої статі у переписній місцевості припадало 91,1 чоловіків;  на 100 жінок у віці від 18 років та старших — 91,1 чоловіків також старших 18 років.
Середній дохід на одне домашнє господарство  становив 57 524 долари США (медіана — 38 333), а середній дохід на одну сім'ю — 67 155 доларів (медіана — 46 932). За межею бідності перебувало 27,1 % осіб, у тому числі 38,9 % дітей у віці до 18 років та 9,5 % осіб у віці 65 років та старших.
Цивільне працевлаштоване населення становило 1003 особи. Основні галузі зайнятості: освіта, охорона здоров'я та соціальна допомога — 27,8 %, мистецтво, розваги та відпочинок — 14,1 %, роздрібна торгівля — 11,9 %, будівництво — 11,2 %.